# Lord of the Mysteries
Lord of Mysteries (en chino, 诡秘之主; pinyin, Guǐ Mì Zhī Zhǔ) es una novela web china escrita por Yuan Ye (袁野) bajo el seudónimo de Cuttlefish That Loves Diving (爱潜水的乌贼). Serializada en Qidian de 2018 a 2020, la historia combina elementos steampunk, horror lovecraftiano y Xianxia en un mundo inspirado en la era victoriana.

## Trama
La historia comienza en el año 1349 del Calendario de Época. Zhou Mingrui, un joven chino, transmigra en el cuerpo de un graduado universitario, Klein Moretti, tras su cuestionable suicidio.
En un mundo que evoca la Inglaterra de finales de la era victoriana, con poderes místicos, Zhou Mingrui (ahora Klein Moretti) busca la manera de regresar a casa. Tras reproducir un ritual que presumiblemente catapultó su transmigración, se hace pasar por una entidad divina y forma una organización conocida como el "Club del Tarot". Tras convertirse en un Beyonder oficial (persona con poderes sobrenaturales), intenta averiguar qué sucedió con el suicidio de Klein mientras aumenta su poder para finalmente regresar a casa.

## Contenido de la obra

### Novela web
La novela se serializó en Qidian desde abril de 2018 hasta mayo de 2020.

### Donghua
Está previsto que se estrene una adaptación a donghua en junio de 2025, creada por B.CMay PICTURES. Se estrenó el 28 de junio de 2025 en WeTV con un doble episodio. Crunchyroll obtuvo la licencia de la serie en América del Norte, América Central, América del Sur, Europa, África, Oceanía, Oriente Medio, Norte de África, subcontinente indio y Sudeste Asiático. El 18 de junio de 2025, se anunció que la serie recibió un doblaje en español latino, el cual se estrenó el 25 de julio.

### Videojuego
Desde 2024, un juego de móvil de rol titulado "Lord of the Mysteries" está en desarrollo utilizando Unreal Engine 5.

## Recepción
La novela acumuló un gran número de seguidores entre el público de habla china e inglesa. Ocupó el puesto número 1 en el ranking de popularidad de Qidian durante varios meses consecutivos. En 2023, tenía decenas de millones de lectores.
Los fans de la serie discutían frecuentemente teorías sobre el protagonista y sus habilidades, con las que el autor interactuaba directamente en línea, a veces confirmando las especulaciones de los fans o redirigiéndolas. También incorporó los comentarios de los lectores en futuras entregas de la serie.
Es una de las 144 novelas web de la Biblioteca Nacional de China.